# Zoroga
Zoroga è un villaggio del Botswana situato nel distretto Centrale, sottodistretto di Tutume. Il villaggio, secondo il censimento del 2011, conta 1.358 abitanti.

## Località
Nel territorio del villaggio sono presenti le seguenti 1 località:
- Zoroga Lands di 60 abitanti